# Michel Petrucciani
Michel Petrucciani (Orange, 28 december 1962 – New York, 6 januari 1999) was een Franse jazzpianist.

## Biografie
Michel Petrucciani kwam uit een Frans-Italiaanse familie met een muzikale achtergrond. Zijn vader Tony (Antoine Petrucciani) was jazzgitarist en zijn broer Louis speelde bas. Samen met moeder Anne en zijn oudere broer Philipe maakte hij als peuter al muziek met het hele gezin op een speelgoeddrumstel. Een concert van Duke Ellington op televisie wekte als vierjarige zijn interesse en hij wilde een pianist worden zoals Ellington. De speelgoedpiano die zijn vader daarop voor hem kocht, vond hij maar nep en sloopte hij met een hamer. Een verwaarloosde, afgedankte piano van een militaire kazerne in de buurt was het instrument waarop hij daarna serieus aan het oefenen ging. Toen hij zeven was en het pianospel echt in de vingers kreeg kocht zijn vader alsnog een goede piano voor hem.
Michel werd geboren met osteogenesis imperfecta, een erfelijke aandoening die broze botten veroorzaakt en in zijn geval een klein postuur; hij was nog geen meter lang en woog nauwelijks dertig kilo. Ook gaat de aandoening vaak gepaard met longaandoeningen. Aan het begin van zijn carrière droegen zijn vader en zijn broer hem vaak, omdat hij niet ver kon lopen. In zeker opzicht vond hij zijn handicap wel een voordeel, omdat het hem niet afleidde door sport, zoals andere jongens dat hadden.
Hoewel hij jarenlang de klassieke muziek heeft gestudeerd, bleef jazz voor hem het belangrijkste. Hij gaf zijn eerste professionele concert op zijn dertiende op een jazzfestival in Cliousclat. In deze periode van zijn leven was hij vanwege zijn gezondheid nog heel kwetsbaar en moest hij worden vervoerd van en naar de piano. Zijn korte lengte bracht met zich mee dat hij hulpstukken nodig had (door zijn vader in elkaar geknutseld) om de pianopedalen te bereiken. Zijn handen waren wel van een gemiddelde lengte.
Op zijn zeventiende verhuisde hij naar Parijs waar hij toen ook zijn eerste album, Flash, opnam. Vanaf zijn achttiende maakte hij deel uit van een succesvol trio. Hij verhuisde in 1982 naar de Verenigde Staten, waar hij met succes Charles Lloyd aanmoedigde om door te gaan met spelen. Met hem speelde hij op het Montreux International Jazz Festival en wonnen ze de Prix d'Excellence. In 1986 nam hij een livealbum op met Wayne Shorter en Jim Hall. Hij speelde met diverse personen uit de Amerikaanse jazzscene waaronder ook Dizzy Gillespie. Zijn eigen stijl werd oorspronkelijk beïnvloed door Bill Evans hoewel sommigen hem vergelijken met Keith Jarrett. Hij wordt vaak geschaard onder de beste jazzpianisten uit Frankrijk.
In 1994 werd hij onderscheiden met een benoeming in het Franse Legioen van Eer. Daarvoor was hij al onderscheiden met onder andere Jazz Man of the Year en Best European Jazz Musician (1983) en zijn album 100 Hearts won de Grand Prix du Disque (1984).
In zijn privéleven heeft hij een paar relaties gehad. Zijn eerste huwelijk met de Italiaanse pianiste Gilda Buttà eindigde in een scheiding. Hij was de vader van twee kinderen, van wie er één zijn aandoening heeft geërfd. Hij had ook een stiefzoon, Rachid Roperch. Michel Petrucciani overleed kort na zijn 36e verjaardag aan een longinfectie. Hij werd begraven op de begraafplaats Père-Lachaise in Parijs.

## Discografie
- Flash (1980)
- Michel Petrucciani Trio (1981)
- Date with Time (1981)
- Michel Petrucciani (1981)
- Estate (1982)
- Oracle's Destiny (1982)
- Toot Sweet (1982)
- 100 Hearts (1983)

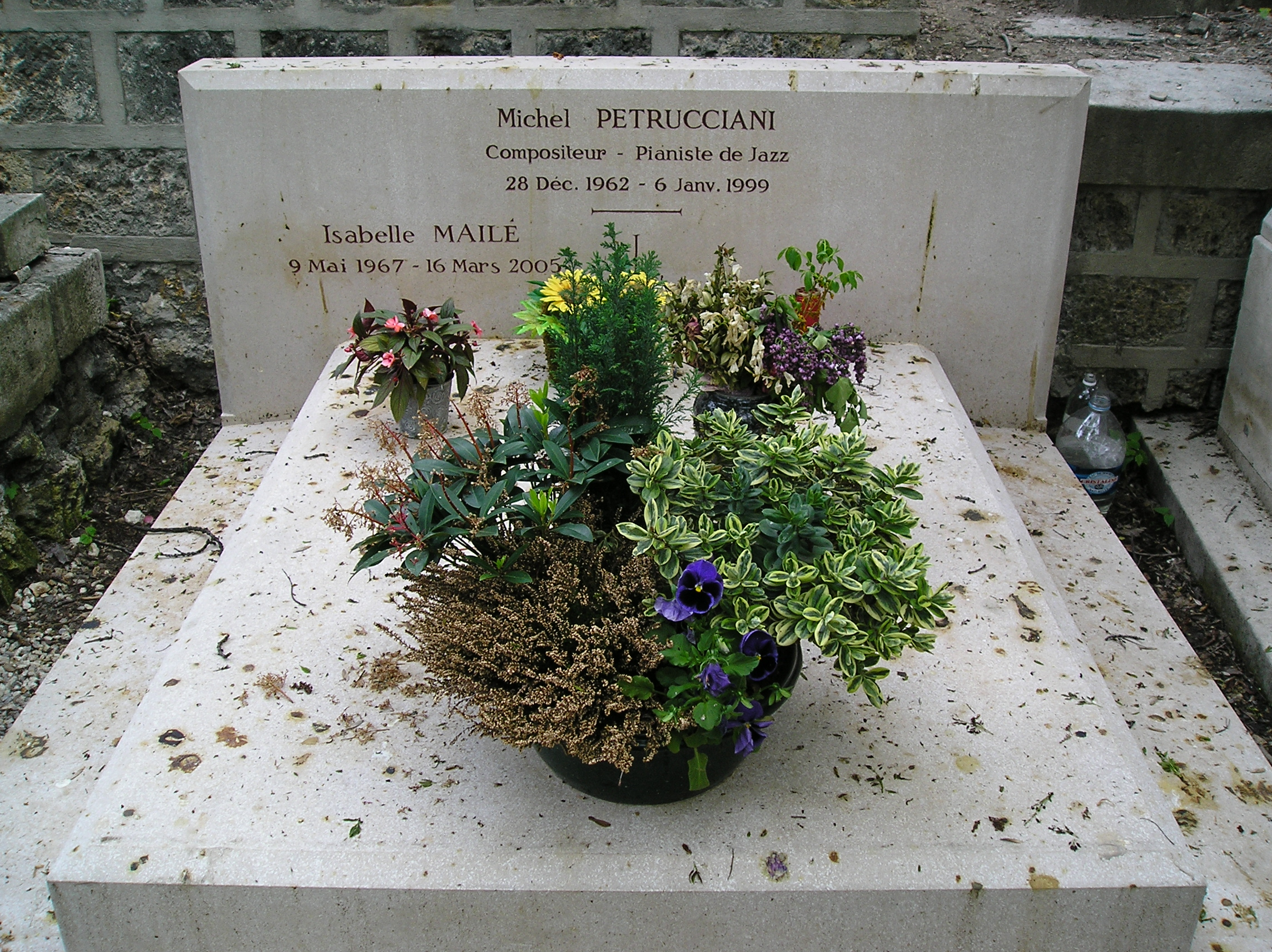
Michel Petrucciani's grafsteen

- Live at the Village Vanguard (1984)
- Note'n Notes (1984)
- Cold Blues (1985)
- Pianism (1985)
- Power of Three (1986) met Wayne Shorter en Jim Hall
- Michel plays Petrucciani (1987)
- Music (1989)
- The Manhattan Project (1990) met Wayne Shorter, Stanley Clarke, Lenny White, Gil Goldstein en Pete Levin
- Playground (1991)
- Live (1991)
- From the Soul (1991) op 28 december 1991 met Joe Lovano
- Promenade with Duke (1993)
- The Blue Note Years (1993)
- Marvelous (1994)
- Conference De Presse (met Eddy Louiss) (1994)
- Au Theatre Des Champs-Élysées (1994)
- Darn that Dream (1996)
- Flamingo (met Stéphane Grappelli) (1996)
- Solo Live (1999)
- Live in Germany (1998)
- Both Worlds (1998)
- Trio in Tokyo (1999) met Steve Gadd and Anthony Jackson
- Bob Malach & Michel Petrucciani (2000)
- Concerts Inedits/Live (2000)
- Conversation (2001)

## Trivia
- Het kleine postuur van Michel Petrucciani had zijn voordelen: aan het begin van zijn carrière probeerde Petrucciani's manager hem vaak binnen te smokkelen in hotelkamers in een koffer in een poging geld te besparen.
- De eerste twee albums met Michel Petrucciani werden geproduceerd door Gabreal Franklin. Het eerste, het soloalbum 100 Hearts, werd geproduceerd in de beroemde RCA Studio A, op Sixth Avenue in New York. Het tweede was een trioalbum, live opgenomen in Max Gordons oude Village Vanguard Club in New York. Deze behoorden tot de eerste albums die gebruikmaakten van een pas ontwikkelde digitale technologie op Mitsubishi X80-recorders. Deze waren nog zo nieuw dat er uitsluitend handleidingen beschikbaar waren in het Japans, maar het lukte Franklin en Tom Arrison met vallen en opstaan ermee te werken en ze behaalden uitstekende resultaten.